# Bryant-Denny Stadium
Bryant-Denny Stadium – stadion do futbolu amerykańskiego w Tuscaloosa w stanie Alabama, jest stadion domowym University of Alabama. Został otwarty w 1929 roku i pierwotnie nazwany Denny Stadium, na cześć byłego rektora uniwersytetu George’a Hutchensona Denny’ego. Nazwa obiektu została zmieniona na Bryant-Denny Stadium w 1975 roku na cześć słynnego trenera drużyny uniwersyteckiej Paula „Bear” Bryanta. Stadion mieści 101 821 widzów. Jest piątym co do wielkości stadionem w Stanach Zjednoczonych i ósmym co do wielkości na świecie.